# جان أجيلو
جان أجيلو (16 أكتوبر 1878 - 2 أغسطس 1921) كانت مصورة فرنسية، أشتهرت لصورها الجنسية والعارية في أوائل القرن العشرين.